# Helsingin Jalkapalloklubi

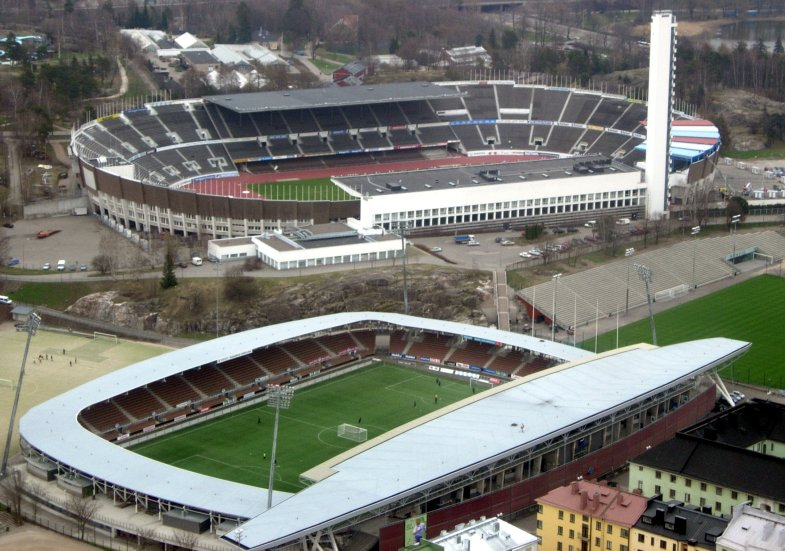
Finnair Stadium, al costat del Helsingin Olympiastadion.

L'Helsingin Jalkapalloklubi (o HJK) és un club de futbol finlandès de la ciutat de Hèlsinki.

## Història
El club va ser fundat amb el nom d'Helsingfors Fotbollsklubb el 1907 per Fredrik Wathen.
És considerat el club més important del país, essent el que més títols nacionals ha assolit.
És l'únic equip finès que ha participat en una fase de grups de la Lliga de Campions de la UEFA. Això succeí a la temporada 1998–1999, després de derrotar el FC Metz a la segona ronda qualificatòria.
Antigament el club va tenir seccions d'hoquei sobre gel i bandy. Des de l'any 1972 la secció d'hoquei gel està separada com a club independent amb el nom d'Helsingin Jääkiekkoklubi.

## Palmarès

### Futbol
- Lliga finlandesa de futbol (32):
  - 1911, 1912, 1917, 1918, 1919, 1923, 1925, 1936, 1938, 1964, 1973, 1978, 1981, 1985, 1987, 1988, 1990, 1992, 1997, 2002, 2003, 2009, 2010, 2011, 2012, 2013, 2014, 2017, 2018, 2020, 2021, 2022
- Copa finlandesa de futbol (13):
  - 1966, 1981, 1984, 1993, 1996, 1998, 2000, 2003, 2006, 2008, 2011, 2014, 2017
- Copa de la Lliga finlandesa de futbol (5):
  - 1994, 1996, 1997, 1998, 2015
- Lliga finlandesa de futbol femenina (22):
  - 1971, 1972, 1973, 1974, 1975, 1979, 1980, 1981, 1984, 1986, 1987, 1988, 1991. 1992, 1995, 1996, 1997, 1998, 1999, 2000, 2001, 2005

### Hoquei gel
- Lliga finlandesa d'hoquei gel: 1929, 1932, 1935
- Copa finlandesa d'hoquei gel: 1970

### Bandy
- Lliga finlandesa de bandy: 1921, 1923, 1924, 1928, 1937

## Futbolistes destacats
| - Adel Eid - Mikael Forssell - Markus Heikkinen - Perparim Hetemaj - Mehmet Hetemaj - Ari Hjelm - Atik Ismail - Toni Kallio - Mikko Kavén - Peter Kopteff - Mika Kottila - Toni Kuivasto - Shefki Kuqi - Martti Kuusela - Veli Lampi - Mika Lehkosuo |  | - Jari Litmanen - Juho Mäkelä - Antti Niemi - Mika Nurmela - Ville Nylund - Kai Pahlman - Antti Pohja - Jari Rantanen - Pasi Rautiainen - Aki Riihilahti - Paulus Roiha - Aulis Rytkönen - Janne Saarinen - Sebastian Sorsa - Hannu Tihinen - Jarkko Wiss |  | - Ridvan Zeneli - Alexei Eremenko Jr. - Alexei Eremenko Sr. - Farid Ghazi - Luiz Antonio - Gustavo Manduca - Piracaia - Rafael - Klaus Granlund - Neville Gordon (1996-??) - Jeff Wood - Steve Wright (1982-83) - Raf de Gregorio - Joakim Jensen |

## Entrenadors destacats
- Jyrki Heliskoski (2000-2001)
- Martti Kuusela (1980-1981, 1990, 1996)
- Antti Muurinen (1997-1999, 2008-)
- Keith Armstrong (2002-2007)
- Bo Johansson (1995)